# Nag's Head
Nag's Head est un quartier de la ville de Londres situé dans le borough londonien d'Islington et suit en partie la ligne de Holloway Road (route A1). Son code postal est N7. Au centre de Holloway se situe la zone de Nag's Head. Au recensement 2001, la population de Holloway était de 11 214 habitants, dont 47 % d'hommes et 53 % de femmes. Holloway est un endroit où se mélange une population très multiculturelle et est l'un des lieux les plus peuplés de Londres.

## Autres quartiers à proximité
- Archway
- Barnsbury
- Camden Town
- Canonbury
- Finsbury Park
- Highbury, quartier adjacent à celui de Nag's Head
- Kentish Town
- Tufnell Park

## Transports
Ce site est desservi par les stations de métro Caledonian Road, Caledonian Road & Barnsbury, Highbury & Islington, Holloway Road et Upper Holloway.
La gare de Drayton Park n'est pas située très loin du quartier de Nag's Head.